# Duško Milinković
Dušan Milinković detto Duško (in serbo Душан Милинковић?; Čačak, 2 dicembre 1960) è un ex calciatore jugoslavo, serbo dal 2006, di ruolo attaccante.

## Palmarès

### Individuale
- Capocannoniere della Prva Liga: 1

1987-1988 (16 gol)